# Bridget Jones: Mad About the Boy
Bridget Jones: Mad About the Boy (br: Bridget Jones: Louca pelo Garoto / pt: Bridget Jones: Louca Por Ele) é um filme de comédia romântica dirigido por Michael Morris, com roteiro de Helen Fielding baseado no livro de 2013 de Fielding com o mesmo nome. É o quarto filme da franquia Bridget Jones e continua a história de onde Bridget Jones's Baby (2016) parou. Renée Zellweger, Hugh Grant, Colin Firth e Emma Thompson reprisam seus papéis como Bridget Jones, Daniel Cleaver, Mark Darcy e Doutora Rawlings, respectivamente, enquanto Chiwetel Ejiofor, Leo Woodall, Isla Fisher, Josette Simon, Nico Parker e Leila Farzad se juntam ao elenco.
O filme foi lançado primeiramente na França em 12 de fevereiro de 2025, nos Estados Unidos em 13 de fevereiro de 2025 no serviço de streaming Peacock. No Brasil, foi lançado nos cinemas em 13 de fevereiro de 2025 através da Universal Pictures.

## Sinopse
Em Bridget Jones: Mad About the Boy, Bridget (Renée Zellweger) se encontra novamente sozinha, após a morte de Mark (Colin Firth), seu marido, quatro anos atrás, durante uma missão humanitária no Sudão. Viúva, ela é agora mãe solteira de Billy, de 9 anos, e Mabel, de 4, e vive em um estado emocional de limbo. Acompanhada de seus amigos leais e até de seu antigo amor, Daniel Cleaver (Hugh Grant), ela tenta seguir em frente. 
Pressionada pela sua "Família Urbana" — Shazzer, Jude, Tom, Miranda, sua mãe e a ginecologista Dra. Rawlings (Emma Thompson) — Bridget se vê encorajada a redescobrir o amor e a vida. Ela retoma o trabalho e se aventura nos aplicativos de namoro, onde acaba atraindo a atenção de um jovem entusiasta (Leo Woodall). 
Agora, tentando equilibrar trabalho, casa e vida amorosa, Bridget enfrenta o julgamento das mães "perfeitas" da escola, se preocupa com Billy, que sente a falta do pai, e lida com algumas situações desconfortáveis com o professor de ciências do filho (Chiwetel Ejiofor). O elenco ainda inclui, Jim Broadbent e Gemma Jones, como os pais de Bridget. Também há a adição de Isla Fisher no papel de Rebecca, a nova vizinha de Bridget.

## Elenco
- Renée Zellweger como Bridget Jones
- Mila Jankovic como Mabel Jones-Darcy
- Casper Knopf como Billy Jones-Darcy
- Hugh Grant como Daniel Cleaver
- Emma Thompson como Doutora Rawlings
- Chiwetel Ejiofor como Sr. Scott Wallaker
- Leo Woodall como Roxster
- Colin Firth como Mark Darcy
- Jim Broadbent como Colin Jones
- Gemma Jones como Pamela Jones
- Isla Fisher como Rebecca
- Josette Simon como Talitha
- Nico Parker como Chloe
- Leila Farzad como Nicolette
- Sarah Solemani como Miranda
- Sally Phillips como Sharon "Shazzer"
- Shirley Henderson como Jude
- James Callis como Tom
- Celia Imrie como Una Alconbury
- Ian Midlane como Paul

## Produção
Em outubro de 2022, Helen Fielding respondeu a relatos sobre um quarto filme da série Bridget Jones, dizendo ao Radio Times que uma sequência de Bridget Jones's Baby estava em andamento.
Em abril de 2024, foi confirmado que o quarto filme da série seria baseado no livro Bridget Jones: Mad About the Boy. Renée Zellweger, Hugh Grant e Emma Thompson foram confirmados para reprisar seus papéis anteriores, com Chiwetel Ejiofor e Leo Woodall se juntando ao elenco. Michael Morris dirigirá o filme a partir de um roteiro de Fielding, com Tim Bevan, Eric Fellner e Jo Wallett atuando como produtores através da Working Title Films. A Miramax também co-financiará o filme.
Em maio de 2024, Isla Fisher, Josette Simon, Nico Parker e Leila Farzad se juntaram ao elenco do filme, com Jim Broadbent, Gemma Jones, Sarah Solemani, Sally Phillips, Shirley Henderson e James Callis reprisando seus papéis dos filmes anteriores. 

## Filmagens
As gravações se iniciaram em 10 de maio de 2024, no Sky Studios Elstree em Londres.  As filmagens terminaram em 8 de agosto.  

## Lançamento
O primeiro trailer foi lançado em 12 de novembro de 2024. O filme foi lançado em 13 de fevereiro de 2025, pela Universal Pictures. O filme será transmitido no serviço de streaming da Universal, Peacock, nos Estados Unidos e lançado nos cinemas internacionalmente.

## Bilheteria
De acordo com a Universal, Bridget Jones: Mad About the Boy registrou a maior estreia de uma comédia romântica no Reino Unido e na Irlanda. O quarto filme da franquia arrecadou US$ 15,5 milhões em seu final de semana de estreia, superando Capitão América: Admirável Mundo Novo. No cenário mundial, o filme somou US$ 32 milhões em sua semana de lançamento. No seu segundo fim de semana de exibição, o filme arrecadou US$ 67,6 milhões em receita bruta global, sendo US$ 34,5 milhões provenientes do Reino Unido, US$ 6 milhões da Austrália, US$ 4,2 milhões da Polônia, US$ 3,3 milhões da Holanda e US$ 1,9 milhão da Espanha.

## Trilha sonora
A trilha sonora de Bridget Jones: Mad About the Boy foi composta pelo pianista Dustin O'Halloran. Sua música original foi lançada como a trilha sonora oficial do filme em 14 de fevereiro de 2025, através da Back Lot Music, uma divisão da Universal Studios Music. No mesmo dia, a Universal Music Recordings lançou Bridget Jones's Diary: The Mixtape, uma compilação de músicas selecionadas de toda a franquia Bridget Jones, produzida em colaboração com Nick Angel. Além das canções dos três primeiros filmes da série, também foram incluídas faixas de Mad About the Boy, com gravações de Jessie Ware, Al Green, Raye, Dinah Washington, além da canção original de Olivia Dean, "It Isn't Perfect, But It Might Be", que toca durante os créditos finais do filme e foi o principal single da trilha sonora. A música alcançou a posição 36 na UK Singles Chart,  enquanto a trilha sonora chegou à posição 64 na UK Albums Chart.

## Recepção da crítica

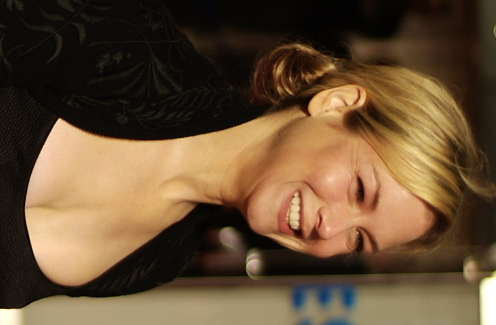
A atuação de Renée Zellweger foi amplamente elogiada pela crítica.

No site agregador de resenhas Rotten Tomatoes, 88% das 116 avaliações dos críticos são positivas, com uma nota média de 7,3/10. O consenso do site afirma: "Uma brincadeira agridoce sobre novos começos com outra interpretação brilhante de Renée Zellweger, Mad About the Boy encerra graciosamente o livro sobre o diário de Bridget Jones". O Metacritic, que utiliza uma média ponderada, atribuiu ao filme uma pontuação de 72 de 100, com base em 27 críticas, indicando avaliações "geralmente favoráveis".
Críticos elogiaram a abordagem madura do filme aos temas de luto e redescoberta pessoal. O Chicago Reader observou que, apesar das piadas repetidas, o filme é “encantador — e mais emocionalmente vulnerável do que muitos de seus contemporâneos”.  O The Guardian destacou que Bridget está “mais velha, mais sábia, mais afiada, mais engraçada e marginalmente menos dependente de quedas para provocar risos”, considerando este o filme mais satisfatório e inesperadamente tocante da série desde o primeiro.
O New York Post descreveu a atuação de Zellweger como equilibrando “encanto e tolice”, tornando o filme uma despedida adequada para uma personagem icônica. A química entre ela e Hugh Grant, que retorna como Daniel Cleaver, também foi destacada, com o Screen Daily mencionando que o charme incorrigível de Grant adiciona uma energia travessa ao filme.
No entanto, algumas críticas apontaram aspectos menos positivos. O Decider sugeriu que a atuação de Zellweger às vezes parecia exagerada, dificultando a conexão com a personagem, e mencionou que a trama previsível e a comédia diluída tornavam o filme menos cativante que seus predecessores. A Radio Times concedeu uma classificação de 4 em 5 estrelas, sugerindo que este pode ser o melhor filme da série até o momento. Com a direção de Michael Morris e o roteiro equilibrando humor e emoção de maneira eficaz, tornando este filme uma revitalização da franquia. A resenha da People descreveu o filme como um drama emocionante e digno de ser assistido, ressaltando a atuação de Renée Zellweger ao lado de Leo Woodall e Chiwetel Ejiof.
A revista Empire considerou o filme uma sequência que não sabíamos que precisávamos, descrevendo-o como sincero e encantador, trazendo de volta o caos característico de Bridget Jones. A crítica conclui que Mad About the Boy é uma história doce e surpreendentemente madura sobre uma mulher imperfeita permitindo-se apaixonar novamente. O Vulture observou que é realmente agradável envelhecer junto com Bridget Jones, destacando a forma como o filme aborda os desafios da meia-idade. A crítica destaca a evolução da personagem e a introdução de novos interesses românticos, como Roxster e Scott Wallaker, que adicionam profundidade à trama.

## Prêmios e indicações
| Prêmio                     | Data da cerimônia     | Categoria                                                | Destinatário(s)                                                          | Resultado | Ref.   |
| -------------------------- | --------------------- | -------------------------------------------------------- | ------------------------------------------------------------------------ | --------- | ------ |
| Gotham TV Awards           | 2 de junho de 2025    | Melhor Filme Original para Televisão ou Streaming        | Michael Morris, diretor; Tim Bevan, Eric Fellner, Jo Wallett, produtores | Indicado  | [ 28 ] |
| Gotham TV Awards           | 2 de junho de 2025    | Melhor Atuação em um Filme Original                      | Renée Zellweger                                                          | Indicado  | [ 28 ] |
| Astra TV Awards            | 11 de junho de 2025   | Melhor Filme para TV                                     | Bridget Jones: Mad About the Boy                                         | Indicado  | [ 29 ] |
| Astra TV Awards            | 11 de junho de 2025   | Melhor Elenco em Minissérie ou Filme para TV             | Bridget Jones: Mad About the Boy                                         | Indicado  | [ 29 ] |
| Astra TV Awards            | 11 de junho de 2025   | Melhor Atriz em Minissérie ou Filme para TV              | Renée Zellweger                                                          | Indicado  | [ 29 ] |
| Astra TV Awards            | 11 de junho de 2025   | Melhor Ator Coadjuvante em Minissérie ou Filme para TV   | Hugh Grant                                                               | Indicado  | [ 29 ] |
| Gold Derby TV Awards       | 18 de agosto de 2025  | Melhor Filme para TV                                     | Bridget Jones: Mad About the Boy                                         | Indicado  |        |
| Gold Derby TV Awards       | 18 de agosto de 2025  | Melhor Atriz em Minissérie ou Filme para TV              | Renée Zellweger                                                          | Indicado  |        |
| Gold Derby TV Awards       | 18 de agosto de 2025  | Melhor Ator Coadjuvante em Minissérie ou Filme para a TV | Hugh Grant                                                               | Indicado  |        |
| 77th Primetime Emmy Awards | 7 de setembro de 2025 | Melhor Filme para Televisão                              | Bridget Jones: Mad About the Boy                                         | Pendente  |        |